# Продолговатый ящик (фильм)
«Продолговатый ящик» — фильм по мотивам одноимённого произведения Эдгара Аллана По, снятый в 1969 году режиссёром Гордоном Хесслером.

## Сюжет
Двое братьев возвращаются из своих владений в Африке. На одного из них накладывается заклятье, и он превращается в монстра-убийцу. Чтобы сдерживать его порывы, его начинают содержать взаперти в замке.
Однажды, чтобы сбежать, он притворяется мёртвым, и его хоронят в продолговатом ящике.

## Актеры
- Винсент Прайс — сэр Джулиан Маркхем
- Кристофер Ли — доктор Ньюхарт
- Руперт Дэвис — Джошуа Кемп
- Ута Левка — Хайди, проститутка
- Салли Джисон — Салли Бекстер, прислуга
- Алистер Уильямсон — сэр Эдвард Маркем
- Питер Арне — Сэмуэль Тренч
- Хилари Хит — Элизабет Маркхем
- Максвелл Шоу — Том Хэккет
- Карл Ригг — Марк Нортон